# 2018年の相撲
2018年の相撲（2018ねんのすもう）では、2018年（平成30年）の相撲関連の出来事についてまとめる。
2017年-2018年-2019年

## できごと

### 1月
- 4日 - 【大相撲】日本相撲協会は、臨時の評議員会を開き、理事で巡業部長を務める貴乃花親方(元横綱)の理事解任を全会一致で決議。なお、相撲協会の理事が解任されるのは初めてで、貴乃花親方は役員待遇の委員に2階級の降格となる[1]。
- 5日 - 【大相撲】日本相撲協会は、立行司の40代式守伊之助が、2017年12月の冬巡業中に10代の行司に対してセクハラ行為を行ったと発表した[2]。
- 13日
  - 【大相撲】日本相撲協会は臨時理事会を開き、2017年の冬巡業中にセクハラ問題を起こした40代式守伊之助に対し、出場停止3場所の処分を下した。なお、これに先立ち、伊之助は協会に辞職願を提出したが、協会側は処分が明ける5月場所後に受理するとしている[3]。
  - 【大相撲】元幕内北太樹が現役を引退し、年寄・29代小野川を襲名した。同時に、28代小野川親方（元幕内・大道）は年寄・21代音羽山へ名跡変更し、20代音羽山親方（元幕内・光法）が日本相撲協会を退職した。[4]
- 18日 - 【大相撲】横綱白鵬が、1月場所を5日目から両足親指の負傷のため途中休場することが決定した。白鵬の休場は2場所ぶり7回目[5]。
- 19日 - 【大相撲】横綱稀勢の里が、1月場所を6日目から胸部の負傷のため途中休場することが決定した。稀勢の里の休場は5場所連続6回目。横綱の5場所連続休場は、2002年11月場所から2003年9月場所まで6場所連続で休場した武蔵丸以来、15年ぶり[6]。
- 21日 - 【大相撲】十両大砂嵐が、無免許で自動車を運転し、追突事故を起こしたとNHKに報道された[7]。大砂嵐は1月3日に長野県内で無免許運転をした疑いが持たれており、1月場所は1月22日の9日目から途中休場することが決まった[8]。
- 24日 - 【大相撲】春日野部屋で2014年9月に、所属していた力士が弟弟子を殴打する傷害事件があったことが判明した。元所属力士は2016年に、傷害罪で有罪判決が確定している[9]。
- 27日 - 【大相撲】1月場所は14日目に、西前頭3枚目の栃ノ心の初優勝が決定した。平幕優勝は2012年5月場所の旭天鵬以来約6年ぶりで、1場所15日制定着以降では20回目となった[10]。
- 31日 - 【大相撲】番付編成会議で貴公俊（貴源治の兄）が十両昇進。これにより史上初の双子関取が誕生した。

### 2月
- 1日
  - 【大相撲】西岩親方（元関脇・若の里）が田子ノ浦部屋から分家独立し、西岩部屋を創設した[11]。
  - 【大相撲】日本相撲協会役員候補選挙の立候補受け付けが行われ、理事候補選挙（定数10）に11人[12]、副理事候補選挙（定数3）に4人[13]がそれぞれ立候補を届け出た[14][15]。
- 2日 - 【大相撲】日本相撲協会役員候補選挙の投開票（投票総数101）が行われ、理事候補10人[16]と副理事候補3人[17]が決定した[18][19]。

### 3月
- 8日 - 【大相撲】横綱稀勢の里が、左胸の怪我のため3月場所を休場することが決定。稀勢の里の休場は6場所連続7度目で、2003年9月場所まで休場した武蔵丸以来、約15年ぶりに横綱が6場所連続で休場することになった。[20]
- 9日
  - 【大相撲】横綱白鵬が、左足親指の怪我のため3月場所を休場することが決定。白鵬は自身初めてとなる2場所連続休場となった[21]。
  - 【大相撲】日本相撲協会は理事会で、1月3日に長野県内で無免許運転中に追突事後を起こし、2月に道路交通法違反で略式起訴された大砂嵐に対し引退勧告処分を決定[22]。
- 18日
  - 【大相撲】十両の貴公俊がこの日の取組後に支度部屋で、自身の付け人を暴行した[23]。貴公俊は謹慎のため、翌日から3月場所を休場した[24]。
  - 【大相撲】日本相撲協会は、峰崎部屋で2017年9月から2018年1月まで、兄弟子から弟弟子への暴力行為があったことを発表した[25]。
- 24日 - 【大相撲】3月場所は14日目に、横綱鶴竜の8場所ぶり4回目の幕内最高優勝が決定した[26]。
- 26日 - 【大相撲】日本相撲協会が評議員会を開き、新しい理事、外部理事、監事、評議員を選任した[27]。その後、理事会を開いて理事長を互選し、現職の八角理事長（元横綱・北勝海）が選任された[28]。
- 29日 - 【大相撲】日本相撲協会は、3月場所中に暴行問題を起こした貴公俊に対し、出場停止1場所の処分を決めた。貴公俊の師匠の貴乃花親方（元横綱・貴乃花）は、貴公俊の監督責任に加えて、3月場所中に無断欠勤があったため2階級降格の処分となった。2017年9月から2018年1月にかけて弟弟子に対する暴力行為があった峰崎部屋の力士も出場停止1場所となり、峰崎部屋師匠の峰崎親方（元幕内・三杉磯）は2ヶ月間の減給10パーセントの処分となった[29]。

### 4月
- 1日 - 【大相撲】二子山親方（元大関・雅山）が藤島部屋から分家独立し、二子山部屋を創設した[30]。
- 4日 - 【大相撲】京都府・舞鶴文化公園体育館で行われた大相撲舞鶴場所で多々見良三舞鶴市長が挨拶中に倒れ、救命処置のため土俵に上がった女性看護師たちに対し「女性の方は土俵から降りてください」と行司により複数回アナウンスがなされる出来事があり[31][32][33][34]、巡業における救命体制や「女人禁制」との問題点が日本国内はもとより海外にも記事が配信され、国際的に批判を浴びた[35]。
- 20日 - 【大相撲】佐ノ山親方（元幕内・土佐豊）が年寄・間垣に、荒磯親方（元幕内・玉飛鳥）が年寄・熊ヶ谷に、それぞれ名跡変更した[36]。

### 5月
- 11日 - 【大相撲】横綱稀勢の里が、5月場所を初日から休場することが決まった。稀勢の里の休場は7場所連続8回目で、横綱の7場所連続休場は年6場所制以降では最長であり、貴乃花以来約16年ぶり2回目となった。[37]
- 21日 - 【大相撲】5月場所9日目から、大関豪栄道が休場したため、1959年9月場所以来、約59年ぶりに全大関休場に伴う大関不在となった。なお、大関髙安は初日から休場していた。[38]
- 26日 - 【大相撲】小結遠藤が、この日付けで年寄名跡「北陣」を継承（取得）した[39]。
- 27日 - 【大相撲】5月場所はこの日で千秋楽となり、横綱鶴竜の2場所連続5回目の優勝が決まった。鶴竜の連覇は初めて[40]。
- 30日
  - 【大相撲】日本相撲協会は番付編成会議と臨時理事会を開き、関脇栃ノ心の大関昇進を決定した。栃ノ心はヨーロッパ出身者として3人目の大関となり、「親方の教えを守り、力士の手本となるように稽古に精進します」と口上を述べた。[41]
  - 【大相撲】7月場所の番付編成会議が行われ、希善龍が史上最多となる9度目の十両昇進を果たした[42]。
- 31日 - 【大相撲】日本相撲協会は、立行司・40代式守伊之助の辞職願を5月28日付で受理したと発表した[43]。

### 6月
- 12日 - 【大相撲】 日本相撲協会評議員会が、前議長の任期満了に伴い議長の互選を行い、海老沢勝二が新議長に就任した[44]。
- 27日 - 【大相撲】 日本相撲協会は、7月場所の新弟子検査を、受検者が0人のため中止すると発表した[45]。

### 7月
- 5日 - 【大相撲】横綱稀勢の里が7月場所を休場することがこの日に発表された。稀勢の里の休場は8場所連続となり、横綱の連続休場としては史上ワーストとなった[46]。
- 11日 - 【大相撲】 横綱白鵬が7月場所4日目の取組前に右足の故障を理由にこの日より休場[47]。なお、協会宛の休場の届け出が当日の14時頃だったため、審判部は既に組んでいた5日目の取組割を変更する割り返しを急遽行った[47]。
- 13日 - 【大相撲】 横綱鶴竜が7月場所6日目より休場。これにより3横綱時代としては1999年3月場所以来となる全横綱[注 1]休場という事態となった[48]。
- 21日 - 【大相撲】7月場所において、西関脇御嶽海が13勝目を挙げ幕内最高優勝を決め、長野県出身力士としては現行の優勝制度が確立した1909年夏場所以降初の優勝を果たすとともに平成生まれの日本出身力士としても初優勝となった。日本出身力士の賜杯獲得は2017年3月場所の横綱稀勢の里以来8場所ぶり[49]。
- 25日 - 【大相撲】9月場所の番付編成会議が行われた。常幸龍は、明治以降では初となる、三役経験者が三段目への陥落を経験した後の十両復帰となった[50]。

### 8月
- 21日 - 【大相撲】 貴乃花親方が、秋田で行われていた夏巡業の朝稽古中、倒れて救急搬送された。原因については公表されず[51]。
- 27日 - 【大相撲】 日本相撲協会が9月場所の番付を発表した[52]。

### 9月
- 22日 - 【大相撲】9月場所14日目に、横綱白鵬の5場所ぶり41回目の優勝が決まった。白鵬はこの日の取組に勝ったが、この白星が幕内通算1000勝目になった。[53]
- 23日 - 【大相撲】 9月場所千秋楽恒例となる三賞選考委員会が開催され、日本相撲協会審判委員並びに相撲担当記者による投票に於いてすべての賞で過半数を得た候補力士がいなかったため、三賞が1947年11月場所から制定されて以後、初となる『三賞全て該当者なし』となった[54]。
- 25日 - 【大相撲】 貴乃花親方が日本相撲協会に対し、年寄の引退届ならびに相撲協会の退職届、貴乃花部屋所属の力士らの転籍願を提出[55]。
- 27日 - 【大相撲】日本相撲協会は、三役格行司・11代式守勘太夫の、12月25日付での立行司・41代式守伊之助昇格を決定した[56]。

### 10月
- 1日 - 【大相撲】 日本相撲協会が臨時理事会を開催し、年寄貴乃花光司の退職並びに貴乃花所属力士・構成員（呼出、世話人）の千賀ノ浦部屋への所属変更を承認した。これにより貴乃花部屋が消滅した[57]。

### 11月
- 8日 - 【大相撲】横綱白鵬と鶴竜が11月場所を休場することが決定。白鵬は同年4回目、鶴竜は2回目の本場所休場となる[58]。
- 14日 - 【大相撲】11月場所で横綱稀勢の里が、1931年1月場所の宮城山福松以来約87年ぶり、1場所15日制となって以降初となる初日からの4連敗を喫する[59]。
- 15日
  - 【大相撲】横綱稀勢の里が、11月場所5日目から休場することを発表、同場所は横綱不在となる[60]。
  - 【大相撲／不祥事】福岡県警察は、大嶽部屋所属の幕下力士が、同月9日に福岡市の志賀島で、大嶽親方の知人の車を酒気帯び運転し物損事故を起こしたとして、同力士を書類送検した[61]。
- 20日 - 【大相撲／不祥事】日本相撲協会は、道路交通法違反で書類送検された大嶽部屋の幕下力士について、検察から車をガードレールにぶつけ警察に報告しなかった違反につき罰金2万円の処分が科され、酒気帯び運転は処分に問われなかったことを発表[62]。
- 23日 - 【大相撲】元幕内・里山が現役を引退し、年寄「佐ノ山」を襲名した[63]。
- 25日 - 【大相撲】この日に千秋楽を迎えた11月場所は、小結貴景勝が13勝2敗で初優勝した。小結の優勝は約18年ぶりで、22歳3ヶ月での初優勝は年間6場所制以降の入門者では6番目の年少記録、初土俵から所要26場所は同じく史上4位タイのスピード記録となった[64]。
- 26日 - 【大相撲】横綱審議委員会は横綱稀勢の里に対し、成績不振を理由に「激励」を史上初めて決議した[65]。
- 29日 - 【大相撲／不祥事】日本相撲協会は、弟子の元幕下力士（28日までに引退届が受理された）の監督責任として、師匠の大嶽親方（元十両・大竜）に6ヶ月間の減給20パーセントの処分を行った。元力士本人は引退済みのため処分されなかった[66]。

### 12月
- 5日 - 【大相撲／不祥事】日本相撲協会は、平幕の貴ノ岩が前日の12月4日に巡業先の福岡県内の宿舎で、付け人の弟弟子を殴ってケガを負わせたと発表[67]。
- 7日 - 【大相撲／不祥事】平幕の貴ノ岩が暴行事件について、日本相撲協会の危機管理委員会の聴取を受けたうえで、事件の責任を取り引退の意向を表明、相撲協会はこれを受理したことを発表した[68][69]。
- 19日 - 【大相撲】日本相撲協会は、相次ぐ暴行問題を受けて両国国技館で理事会を開催。暴力再発防止策を協議し「暴力禁止規定」ならびに「力士の暴力に対する処分基準」を策定、理事会はこれを承認した。同日午後からは十両以上の関取を対象に「付け人に関する特別研修会」も実施した[70]。
- 純烈メンバーの白川裕二郎（綱ノ富士、最高位序二段99枚目）が、大相撲出身の歌手として初めてNHK紅白歌合戦に出場。

## 競技結果

### 大相撲

#### 本場所

##### 一月場所（初場所）
両国国技館（東京都）を会場に、初日の2018年1月14日から千秋楽の1月28日までの15日間開催された。番付発表は2017年（平成29年）12月26日。
| タイトル     | タイトル     | 人物（所属部屋 出身地） - 成績                                                                                        |
| ------------ | ------------ | --- |
| 幕内最高優勝 | 幕内最高優勝 | 栃ノ心剛史（春日野部屋 ジョージア ムツヘタ出身）- 14勝1敗（初優勝）                                                   |
| 三賞         | 殊勲賞       | 栃ノ心剛史（春日野部屋 ジョージア ムツヘタ出身）- 14勝1敗（初受賞）                                                   |
| 三賞         | 敢闘賞       | 阿炎政虎（錣山部屋 埼玉県越谷市出身） - 10勝5敗（初受賞） 竜電剛至（高田川部屋 山梨県甲府市出身） - 10勝5敗（初受賞） |
| 三賞         | 技能賞       | 栃ノ心剛史 （春日野部屋 ジョージア ムツヘタ出身）- 14勝1敗（10場所ぶり2回目）                                         |
| 十両優勝     | 十両優勝     | 妙義龍泰成（境川部屋 兵庫県高砂市出身） - 10勝5敗 ※優勝決定戦勝利                                                     |
| 幕下優勝     | 幕下優勝     | 若隆景渥（荒汐部屋 福島県福島市出身） - 7戦全勝                                                                       |
| 三段目優勝   | 三段目優勝   | 魁勝旦祈（浅香山部屋 愛知県西尾市出身） - 7戦全勝 ※優勝決定戦勝利                                                     |
| 序二段優勝   | 序二段優勝   | 魁鵬龍明（友綱部屋 兵庫県尼崎市出身） - 7戦全勝 ※優勝決定戦勝利                                                       |
| 序ノ口優勝   | 序ノ口優勝   | 塚原隆明（春日野部屋 埼玉県越谷市出身） - 6勝1敗 ※優勝決定戦勝利                                                      |

##### 三月場所（春場所、大阪場所）
大阪府立体育会館（大阪府）を会場に、初日の2018年3月11日から千秋楽の3月25日までの15日間開催された。番付発表は2月26日。
| タイトル     | タイトル     | 人物（所属部屋 出身地） - 成績                                             |
| ------------ | ------------ | -------------------------------------------------------------------------- |
| 幕内最高優勝 | 幕内最高優勝 | 鶴竜力三郎（井筒部屋 モンゴルスフバートル出身）- 13勝2敗（8場所ぶり4回目） |
| 三賞         | 殊勲賞       | 栃ノ心剛史（春日野部屋 ジョージアムツヘタ出身）- 10勝5敗（2場所連続2回目） |
| 三賞         | 敢闘賞       | 魁聖一郎（友綱部屋 ブラジルサンパウロ出身） - 12勝3敗（34場所ぶり3回目）   |
| 三賞         | 技能賞       | 遠藤聖大（追手風部屋 石川県鳳珠郡穴水町出身）- 9勝6敗（9場所ぶり2回目）    |
| 十両優勝     | 十両優勝     | 佐田の海貴士（境川部屋 熊本県熊本市東区出身） - 11勝4敗 ※優勝決定戦勝利    |
| 幕下優勝     | 幕下優勝     | 肥後ノ城政和（木瀬部屋 熊本県熊本市南区出身） - 7戦全勝                    |
| 三段目優勝   | 三段目優勝   | 大畑空宇（時津風部屋 宮城県栗原市出身） - 7戦全勝 ※優勝決定戦勝利          |
| 序二段優勝   | 序二段優勝   | 塚原隆明（春日野部屋 埼玉県越谷市出身） - 7戦全勝                          |
| 序ノ口優勝   | 序ノ口優勝   | 納谷幸之介（大嶽部屋 東京都江東区出身） - 7勝0敗                           |

##### 五月場所（夏場所）
両国国技館（東京都）を会場に、初日の2018年5月13日から千秋楽の5月27日までの15日間開催された。番付発表は4月30日。
| タイトル     | タイトル     | 人物（所属部屋 出身地） - 成績 |
| ------------ | ------------ | --- |
| 幕内最高優勝 | 幕内最高優勝 | 鶴竜力三郎（井筒部屋 モンゴルスフバートル出身）- 14勝1敗（2場所連続5回目） |
| 三賞         | 殊勲賞       | 松鳳山裕也（福岡県築上郡築上町出身）- 8勝7敗（初受賞） |
| 三賞         | 敢闘賞       | 栃ノ心剛史（春日野部屋 ジョージアムツヘタ出身）-13勝2敗 （2場所ぶり3回目） 千代の国憲輝（九重部屋 三重県伊賀市出身）-12勝3敗 （初受賞） 旭大星託也（友綱部屋 北海道旭川市出身）-10勝5敗 （初受賞） |
| 三賞         | 技能賞       | 栃ノ心剛史（春日野部屋 ジョージアムツヘタ出身）-13勝2敗 （2場所ぶり3回目） |
| 十両優勝     | 十両優勝     | 阿武咲奎也（阿武松部屋青森県北津軽郡中泊町出身） - 12勝3敗 |
| 幕下優勝     | 幕下優勝     | 霧馬山鐵雄（陸奥部屋 モンゴルドルノドゥ出身） - 7戦全勝 |
| 三段目優勝   | 三段目優勝   | 唐津海誠二（玉ノ井部屋佐賀県唐津市出身） - 7戦全勝 ※優勝決定戦勝利 |
| 序二段優勝   | 序二段優勝   | 豊昇龍知勝（立浪部屋 モンゴルウランバートル出身） - 7戦全勝 |
| 序ノ口優勝   | 序ノ口優勝   | 周志大和（木瀬部屋 奈良県奈良市出身） - 7勝0敗 |

##### 七月場所（名古屋場所）
愛知県体育館（愛知県）を会場に、初日の2018年7月8日から千秋楽の7月22日までの15日間開催された。番付発表は6月25日。本会場では2018年4月から3年間の契約で、本拠地として利用しているバスケットボールB.LEAGUE・名古屋ダイヤモンドドルフィンズが命名権を取得した為、会場名が「ドルフィンズアリーナ」に変更され、番付表でも命名権の名称が表記されたが、大阪と同様、放送法第83条（NHKにおける広告放送禁止規定）が適用された為、開催中は命名権行使が停止され、愛知県の条例に基づく正式名称で使用される。
| タイトル     | タイトル     | 人物（所属部屋 出身地） - 成績 |
| ------------ | ------------ | --- |
| 幕内最高優勝 | 幕内最高優勝 | 御嶽海久司（出羽海部屋 長野県木曽郡上松町出身 - 13勝2敗（初優勝）                                                                 |
| 三賞         | 殊勲賞       | 御嶽海久司（出羽海部屋 長野県木曽郡上松町 - 13勝2敗 （6場所ぶり3回目）                                                            |
| 三賞         | 敢闘賞       | 豊山亮太（時津風部屋 新潟県新潟市北区出身）-12勝3敗 （初受賞） 朝乃山英樹（高砂部屋 富山県富山市出身）-11勝4敗 （5場所ぶり2回目） |
| 三賞         | 技能賞       | 御嶽海久司（出羽海部屋 長野県木曽郡上松町 - 13勝2敗 （9場所ぶり2回目）                                                            |
| 十両優勝     | 十両優勝     | 貴ノ岩義司（貴乃花部屋 モンゴルウランバートル出身） - 13勝2敗 ※優勝決定戦勝利                                                     |
| 幕下優勝     | 幕下優勝     | 白鷹山亨将（高田川部屋 山形県西置賜郡白鷹町出身） - 7戦全勝                                                                       |
| 三段目優勝   | 三段目優勝   | 鏡桜南二（鏡山部屋 モンゴルウブルハンガイ出身） - 7戦全勝 ※優勝決定戦勝利                                                         |
| 序二段優勝   | 序二段優勝   | 羅王希望（立浪部屋 埼玉県所沢市出身） - 7戦全勝                                                                                   |
| 序ノ口優勝   | 序ノ口優勝   | 津志田亜睦（時津風部屋 岩手県八幡平市出身） - 7勝0敗                                                                              |

##### 九月場所（秋場所）
両国国技館（東京都）を会場に、初日の2018年9月9日から千秋楽の9月23日までの15日間開催された。番付発表は8月27日。
| タイトル     | タイトル     | 人物（所属部屋 出身地） - 成績                                               |
| ------------ | ------------ | ---------------------------------------------------------------------------- |
| 幕内最高優勝 | 幕内最高優勝 | 白鵬翔（宮城野部屋 モンゴルウランバートル出身） 15戦全勝 （5場所ぶり41回目） |
| 三賞         | 殊勲賞       | 該当者無し                                                                   |
| 三賞         | 敢闘賞       | 該当者無し                                                                   |
| 三賞         | 技能賞       | 該当者無し                                                                   |
| 十両優勝     | 十両優勝     | 德勝龍誠（木瀬部屋 鹿児島県大島郡龍郷町出身） - 11勝4敗 ※優勝決定戦勝利      |
| 幕下優勝     | 幕下優勝     | 極芯道貴裕（鳴戸部屋 兵庫県尼崎市出身） - 7戦全勝                            |
| 三段目優勝   | 三段目優勝   | 朝興貴祐貴（高砂部屋 兵庫県高砂市出身） - 7戦全勝 ※優勝決定戦勝利            |
| 序二段優勝   | 序二段優勝   | 朝倉大樹（時津風部屋 千葉県柏市出身） - 7戦全勝                              |
| 序ノ口優勝   | 序ノ口優勝   | 光内洸太（阿武松部屋 高知県高知市出身） - 7戦全勝                            |

##### 十一月場所（九州場所）
福岡国際センター（福岡県）を会場に、初日の2018年11月11日から千秋楽の11月25日までの15日間開催された。番付発表は10月29日。
| タイトル     | タイトル     | 人物（所属部屋 出身地） - 成績 |
| ------------ | ------------ | --- |
| 幕内最高優勝 | 幕内最高優勝 | 貴景勝光信（千賀ノ浦部屋 兵庫県芦屋市出身） - 13勝2敗（初優勝）                                                                                       |
| 三賞         | 殊勲賞       | 貴景勝光信（千賀ノ浦部屋 兵庫県芦屋市出身） - 13勝2敗（6場所ぶり3回目）                                                                               |
| 三賞         | 敢闘賞       | 貴景勝光信（千賀ノ浦部屋 兵庫県芦屋市出身） - 13勝2敗（10場所ぶり2回目） 阿武咲奎也（阿武松部屋 青森県北津軽郡中泊町出身）-11勝4敗 （7場所ぶり3回目） |
| 三賞         | 技能賞       | 該当者なし |
| 十両優勝     | 十両優勝     | 友風勇太（尾車部屋 神奈川県川崎市川崎区出身） - 12勝3敗                                                                                               |
| 幕下優勝     | 幕下優勝     | 蒼国来栄吉（荒汐部屋 中国内モンゴル自治区}出身） - 7戦全勝                                                                                            |
| 三段目優勝   | 三段目優勝   | 宇良和輝（木瀬部屋 大阪府寝屋川市出身） - 7戦全勝 |
| 序二段優勝   | 序二段優勝   | 光内洸太（阿武松部屋 高知県高知市出身） - 7戦全勝 ※優勝決定戦勝利                                                                                     |
| 序ノ口優勝   | 序ノ口優勝   | 鳩岡良祐（木瀬部屋 神奈川県横浜市港北区出身） - 7戦全勝                                                                                               |

#### 巡業

##### 春巡業
春巡業は全部で24日間の興行となり、25日間が興行された1992年以来の多さになった。
- 4月1日 - 第63回伊勢神宮奉納大相撲（三重県・伊勢神宮相撲場）
  - 幕内トーナメント優勝：白鵬翔[72]
- 4月2日 - 大相撲中津川場所（岐阜県・東美濃ふれあいセンター）[73]
- 4月3日 - 大相撲堺場所（大阪府・堺市金岡公園体育館）[74]
- 4月4日 - 大相撲舞鶴場所（京都府・舞鶴文化公園体育館）[31]
- 4月5日 - 大相撲姫路場所（兵庫県・姫路市立中央体育館）[75]
- 4月6日 - 大相撲宝塚場所（兵庫県・宝塚市立スポーツセンター総合体育館）[76]
- 4月7日 - 大相撲刈谷場所（愛知県・ウィングアリーナ刈谷）[77]
- 4月8日 - 大相撲富士山静岡場所（静岡県・このはなアリーナ）[78]
- 4月9日 - 大相撲掛川場所（静岡県・東遠カルチャーパーク総合体育館さんりーな）[79]
- 4月10日 - 大相撲伊那場所（長野県・伊那市民体育館）[80]
- 4月11日 - 大相撲雷電場所（長野県・東御中央公園第一体育館）[81]
- 4月12日 - 大相撲草加場所（埼玉県・草加市スポーツ健康都市記念体育館）[82]
- 4月13日 - 大相撲川崎場所（神奈川県・川崎市とどろきアリーナ）[83]
- 4月14日 - 第26回 大相撲藤沢場所（神奈川県・藤沢市秋葉台文化体育館）
  - 幕内トーナメント優勝：稀勢の里寛[84]
- 4月15日 - 大相撲上州高崎場所（群馬県・高崎アリーナ）[85]
- 4月16日 - 靖国神社奉納大相撲（東京都・靖国神社相撲場）[86]
- 4月18日 - 19日 - 大相撲柏場所（千葉県・柏市中央体育館）[87]
- 4月20日 - 大相撲町田場所（東京都・町田市立総合体育館）[88]
- 4月21日 - 大相撲八王子場所（東京都・八王子市総合体育館）[89]
- 4月22日 - 大相撲青梅場所（東京都・青梅市総合体育館）[90]
- 4月24日 - 大相撲取手場所（茨城県・取手グリーンスポーツセンター）[91]
- 4月27日 - 越谷市制60周年記念 大相撲越谷場所（埼玉県・越谷市立総合体育館）[92]

##### 夏巡業
- 7月29日 - 大垣市制100周年記念 水の都 大相撲大垣場所（岐阜県・大垣市総合体育館）[93]
- 7月30日 - 大相撲大津場所（滋賀県・滋賀県立武道館）[94]
- 7月31日 - 大相撲勝山場所（福井県・勝山市体育館ジオアリーナ）[95]
- 8月1日 - 南加賀大相撲巡業（石川県・こまつドーム）[96]
- 8月2日 - 大相撲魚津場所（富山県・ありそドーム）[97]
- 8月3日 - 大相撲雪国湯沢場所（新潟県・湯沢カルチャーセンター）[98]
- 8月4日 - 大相撲新潟場所（新潟県・朱鷺メッセ）[99]
- 8月5日 - 大相撲長野場所（長野県・長野市真島総合スポーツアリーナ）[100]
- 8月7日 - 大相撲所沢場所（埼玉県・所沢市民体育館）[101]
- 8月8日 - 大相撲渋谷青山学院場所（東京都・青山学院記念館）[102]
- 8月9日 - 大相撲龍ケ崎場所（茨城県・たつのこアリーナ）[103]
- 8月10日 - 大相撲白河場所（福島県・白河市総合公園中央体育館）[104]
- 8月11日 - 大相撲南陽場所（山形県・南陽市民体育館）[105]
- 8月12日 - 大相撲仙台場所（宮城県・カメイアリーナ仙台）[106]
- 8月14日 - 大相撲奥州場所（岩手県・奥州市総合体育館）[107]
- 8月15日 - 復興・大相撲りくぜんたかた場所（岩手県・陸前高田市総合交流センター）[108]
- 8月16日 - 大相撲八戸場所（青森県・八戸市体育館）[109]
- 8月18日 - 大相撲十勝場所（北海道・帯広市総合体育館）[110]
- 8月19日 - 大相撲札幌場所（北海道・つどーむ）[111]
- 8月21日 - 大相撲秋田場所（秋田県・秋田県立体育館）[112]
- 8月22日 - 大相撲立川立飛場所（東京都・アリーナ立川立飛）[113]
- 8月23日 - 大相撲三島旗挙げ場所（静岡県・三島市民体育館）[114]
- 8月24日 - 大相撲小田原場所（神奈川県・小田原アリーナ）[115]
- 8月25日 - 大相撲春日部場所（埼玉県・ウイング・ハット春日部）[116]
- 8月26日 - 大相撲KITTE場所（東京都・JPタワー）[117]

##### 秋巡業
- 10月3日 - 大相撲東京大田場所（東京都・大田区総合体育館）[118]
- 10月4日 - 大相撲太田場所（群馬県・太田市運動公園市民体育館）[119]
- 10月5日 - 大相撲足利場所（栃木県・足利市民体育館）[120]
- 10月6日 - 第6回大相撲さいたま場所（埼玉県・浦和駒場体育館）[121]
- 10月7日 - 大相撲千葉場所（千葉県・千葉ポートアリーナ）[122]
- 10月8日 - 大相撲南足柄場所（神奈川県・南足柄市体育センター）[123]
- 10月9日 - 大相撲東伊豆場所（静岡県・東伊豆町立体育センター）[124]
- 10月10日 - 大相撲富士山山梨場所（山梨県・アイメッセ山梨）[125]
- 10月11日 - 市制75周年記念事業 大相撲春日井場所（愛知県・春日井市総合体育館）[126]
- 10月12日 - 大相撲四日市場所（三重県・四日市市中央緑地体育館）[127]
- 10月13日 - 大相撲豊田場所（愛知県・スカイホール豊田）[128]
- 10月14日 - 大相撲金沢場所（石川県・金沢市総合体育館）[129]
- 10月16日 - 泉佐野市市制施行70周年記念 大相撲泉佐野場所（大阪府・J:COM末広体育館）[130]
- 10月17日 - 大相撲京都場所（京都府・島津アリーナ京都）[131]
- 10月18日 - 大相撲池田くれは場所（大阪府・池田市五月山体育館）[132]
- 10月19日 - 大相撲倉吉場所（鳥取県・鳥取県立倉吉体育文化会館）[133]
- 10月20日 - 大相撲総社場所（岡山県・きびじアリーナ）[134]
- 10月21日 - 大相撲高松場所（香川県・サンメッセ香川）[135]
- 10月23日 - 大相撲阿南場所（徳島県・阿南市スポーツ総合センター）[136]
- 10月24日 - 大相撲高知場所（高知県・高知県立県民体育館）[137]
- 10月25日 - 大相撲松山場所（愛媛県・愛媛県武道館）[138]
- 10月26日 - 大相撲呉場所（広島県・呉市総合体育館）[139]
- 10月27日 - 大相撲安芸場所（広島県・広島県立総合体育館）[140]
- 10月28日 - 大相撲周南場所（山口県・キリンビバレッジ周南総合スポーツセンター）[141]

##### 冬巡業
- 12月2日 - 大相撲長崎場所（長崎県・長崎県立総合体育館）[142]
- 12月3日 - 大相撲直方もち吉場所（福岡県・直方市体育館）[143]
- 12月4日 - 大相撲久留米場所（福岡県・久留米アリーナ）[144]
- 12月5日 - 大相撲行橋京築場所（福岡県・行橋市民体育館）[145]
- 12月6日 - 大相撲別府場所（大分県・ビーコンプラザ）[146]
- 12月7日 - 大相撲延岡場所（宮崎県・延岡市民体育館）[147]
- 12月8日 - 大相撲阿蘇高森場所（熊本県・高森町民体育館）[148]
- 12月9日 - 大相撲合志場所（熊本県・合志市総合センター ヴィーブル）[149]
- 12月10日 - 宇土市市制施行60周年記念 熊本地震復興祈念 大相撲宇土場所（熊本県・ecowin宇土アリーナ）[150]
- 12月11日 - 大相撲吹上場所（鹿児島県・吹上浜公園体育館）[151]
- 12月12日 - 大相撲鹿児島場所（鹿児島県・鹿児島アリーナ）[152]
- 12月13日 - 大相撲北九州場所（福岡県・北九州市立総合体育館）[153]
- 12月15日 - 16日 - 大相撲沖縄場所（沖縄県・沖縄コンベンションセンター）[154]
- 12月20日 - 大相撲熊谷場所（埼玉県・彩の国くまがやドーム）[155]
- 12月21日 - 大相撲川越場所（埼玉県・川越運動公園総合体育館）[156]
- 12月22日 - 大相撲土浦・牛久場所（茨城県・霞ヶ浦文化体育会館）[157]

#### トーナメント大会
- 第42回日本大相撲トーナメント（2月11日・両国国技館）
  - 幕内トーナメント優勝者：栃ノ心剛史（初優勝）[158]

#### その他
- 第51回NHK福祉大相撲（2月10日・両国国技館）[159]

#### 昇格
- 大関 - 栃ノ心が昇進（5月30日）

#### 新弟子検査合格者
四股名が太字の者は現役力士。最高位は引退力士のみ記載。
| 場所     | 人数 | 主な合格者                     | 四股名             | 最高位             | 最終場所           | 備考                                           |
| -------- | ---- | ------------------------------ | ------------------ | ------------------ | ------------------ | ---------------------------------------------- |
| 1月場所  | 9人  | 納谷幸之介                     | 王鵬幸之介         | （現役）           | （現役）           |                                                |
| 3月場所  | 43人 | 寺沢樹                         | 朝乃若樹           | （現役）           | （現役）           |                                                |
| 3月場所  | 43人 | 木﨑伸之助                     | 木﨑海伸之助       | 十両3枚目          | 2020年7月場所      | 三段目最下位格付出                             |
| 5月場所  | 12人 |                                |                    |                    |                    |                                                |
| 7月場所  | 0人  | （新弟子検査中止）             | （新弟子検査中止） | （新弟子検査中止） | （新弟子検査中止） | （新弟子検査中止）                             |
| 9月場所  | 5人  | アマルトゥブシン・アマルサナー | 狼雅外喜義         | (現役)             | (現役)             | 興行ビザ取得待ちのため初土俵は2019年11月場所。 |
| 11月場所 | 4人  |                                |                    |                    |                    |                                                |

#### 引退
| 場所     | 人数 | 主な引退力士 | 最高位     | 初土俵                            | 備考               |
| -------- | ---- | ------------ | ---------- | --------------------------------- | ------------------ |
| 1月場所  | 14人 | 翔天狼大士   | 前頭2枚目  | 2001年3月場所                     | 年寄「春日山」襲名 |
| 1月場所  | 14人 | 北太樹明義   | 前頭2枚目  | 1998年3月場所                     | 年寄「小野川」襲名 |
| 1月場所  | 14人 | 双大竜亮三   | 前頭15枚目 | 2005年5月場所                     |                    |
| 3月場所  | 4人  | 大砂嵐金崇郎 | 前頭筆頭   | 2012年3月場所                     |                    |
| 3月場所  | 4人  | 琴弥山幸基   | 十両12枚目 | 1999年3月場所                     |                    |
| 5月場所  | 14人 | 阿夢露光大   | 前頭5枚目  | 2002年5月場所                     |                    |
| 5月場所  | 14人 | 大岩戸義之   | 前頭16枚目 | 2004年3月場所（幕下15枚目格付出） |                    |
| 5月場所  | 14人 | 政風基嗣     | 十両12枚目 | 2006年3月場所                     |                    |
| 7月場所  | 6人  |              |            |                                   |                    |
| 9月場所  | 16人 |              |            |                                   |                    |
| 11月場所 | 7人  | 里山浩作     | 前頭12枚目 | 2004年3月場所                     | 年寄「佐ノ山」襲名 |

##### 引退相撲興行
- 2月4日 - 朝赤龍引退錦島襲名披露大相撲（両国国技館）[170]
- 9月30日 - 第70代横綱日馬富士引退断髪披露大相撲（両国国技館）[171]

##### 断髪式
- 6月3日 - 元幕内・北太樹（小野川親方）[172]

#### その他
- 2019年1月場所番付発表（12月25日）

## 死去
- 1月1日 - 和晃敏郎（最高位：前頭筆頭、所属：荒磯部屋→伊勢ヶ濱部屋、* 1942年【昭和17年】）[173]
- 4月23日  - ドリン・シモンズ（相撲解説者）
- 8月14日 - 板井圭介（最高位：小結、所属：大鳴戸部屋、* 1956年【昭和31年】）[174]
- 10月8日 - 輪島大士（最高位：第54代横綱、所属：花籠部屋、* 1948年【昭和23年】）[175]